# Ivan Asen II
Ivan Asen II, noto anche come Giovanni Asen II (in bulgaro Иван Асен II?) (tra 1192 e 1196 – maggio/giugno 1241), è stato imperatore di Bulgaria dal 1218 al 1241.
Nel 1196, quando era ancora bambino, fu assassinato suo padre Ivan Asen I, colui che assieme a suo fratello Teodoro Pietro era riuscito a restaurare l'Impero bulgaro scontrandosi contro i bizantini. I suoi sostenitori cercarono di assicurargli il trono dopo l'assassinio dello zio, Kalojan, nel 1207, ma l'altro nipote di Kalojan, Boril, riuscì a prevalere nella contesa. Ivan Asen fuggì dalla Bulgaria e si stabilì in uno dei principati della Rus' di Kiev.
Boril non riuscì mai a rafforzare il suo dominio e ciò permise a Ivan Asen di radunare un esercito e fare ritorno in Bulgaria. Una volta assicuratosi Tărnovo, la capitale della Bulgaria, accecò Boril nel 1218. In un primo momento sostenne la piena comunione della Chiesa bulgara con il papato e concluse alleanze con le potenze cattoliche vicine, l'Ungheria e l'Impero latino di Costantinopoli. Cercò di ottenere la reggenza dell'undicenne imperatore latino, Baldovino II, dopo il 1228, ma gli aristocratici latini non appoggiarono Ivan Asen. Egli inflisse una dura sconfitta a Teodoro Comneno Ducas, l'imperatore di Tessalonica, nella battaglia di Klokotnica del 1230. L'impero di Teodoro si sgretolò presto e Ivan Asen conquistò ampi territori in Macedonia, Tessaglia e Tracia.
Il controllo del commercio sulla Via Egnatia permise a Ivan Asen di attuare un ambizioso programma di costruzione a Tărnovo e di coniare monete auree nella sua nuova zecca di Ocrida. Quando gli aristocratici dell'Impero latino elessero Giovanni di Brienne reggente per conto di Baldovino II nel 1229, il sovrano bulgaro avviò i negoziati per il ritorno della sua Chiesa all'ortodossia. Ivan Asen e l'imperatore di Nicea, Giovanni III Vatatze, conclusero un'alleanza contro l'Impero latino in concomitanza di un loro incontro avvenuto nel 1235. Durante la stessa occasione, fu concesso al capo della Chiesa bulgara il rango di patriarca in segno di autocefalia (autonomia ecclesiastica). Ivan Asen e Vatatze unirono le proprie forze per attaccare Costantinopoli, ma il primo si rese conto che il suo alleato avrebbe tratto troppo vantaggio dalla caduta dell'Impero latino e ruppe l'alleanza con Nicea nel 1237. Dopo l'invasione della steppa pontico-caspica compiuta ad opera dei mongoli, diversi gruppi cumani fuggirono in Bulgaria.

## Biografia

### Primi anni
Il padre di Ivan Asen, Ivan Asen I, fu uno dei due fomentatori della grande rivolta compiuta da bulgari e valacchi contro l'Impero bizantino nel 1185. I nomadi cumani, i quali abitavano presso la steppa pontico-caspica, sostennero i ribelli e permisero così il ripristino dell'autonomia bulgara e la fondazione del Secondo Impero bulgaro. Quest'ultimo comprendeva in principio i Monti Balcani e le pianure a nord delle montagne fino al Basso Danubio. Ivan Asen I si proclamò "basileus" (o imperatore) dei bulgari dal 1187 circa, mentre suo figlio e omonimo nacque tra il 1192 e il 1196. La madre del bambino veniva chiamata Elena, «la nuova e pia zarina» (o imperatrice), nel Libro di Boril.
Un boiardo (o nobile) di nome Ivanko eliminò Ivan Asen I nel 1196. All'imperatore ucciso successe il fratello minore, Kalojan. Egli iniziò una fitta corrispondenza con papa Innocenzo III e si offrì di riconoscere il primato papale per assicurarsi l'appoggio della Santa Sede. Il pontefice negò la richiesta di elevare il capo della Chiesa bulgara al rango di patriarca, ma concesse il titolo inferiore di primate al prelato bulgaro. Il papa non riconobbe inoltre la pretesa di Kalojan al titolo di imperatore, ma un legato pontificio incoronò comunque Kalojan, sebbene offrendogli il titolo di re, nella capitale Tărnovo l'8 novembre 1204. Kalojan approfittò della disintegrazione dell'Impero bizantino causata dalla quarta crociata ed estese la sua autorità su numerose terre. La grande crescita della Bulgaria fu frenata nell'ottobre del 1207, quando Kalojan venne assassinato mentre assediava Salonicco.
Ivan Asen, nonostante fosse ancora adolescente, rivendicò con forza il suo diritto di succedere allo zio, ma la vedova cumana di Kalojan, nota nella storiografia bulgara come "Kumankata", sposò Boril; figlio di una delle sorelle di Kalojan, fu poi proprio Boril a venire proclamato imperatore. Le circostanze esatte relative all'ascesa al trono del nuovo sovrano rimangono ignote. Lo storico del XIII secolo, Giorgio Acropolita, riferisce che Ivan Asen fuggì presto dalla Bulgaria e si stabilì nelle «terre dei rus'» (nel Principato di Galizia o di Kiev). Secondo una fonte successiva, Efrem il Monaco, Ivan Asen e suo fratello Alessandro furono portati dai cumani dal loro precettore prima di trasferirsi nei principati della Rus'. Florin Curta e John Fine hanno sostenuto che un gruppo di boiardi tentò di assicurare il trono a Ivan Asen dopo la morte di Kalojan, ma furono sopraffatti dai sostenitori di Boril e Ivan Asen dovette lasciare la Bulgaria. Lo storico Alexandru Madgearu ha ritenuto che soprattutto i boiardi si opposero alla crescente influenza dei cumani i quali avevano appoggiato Ivan Asen.

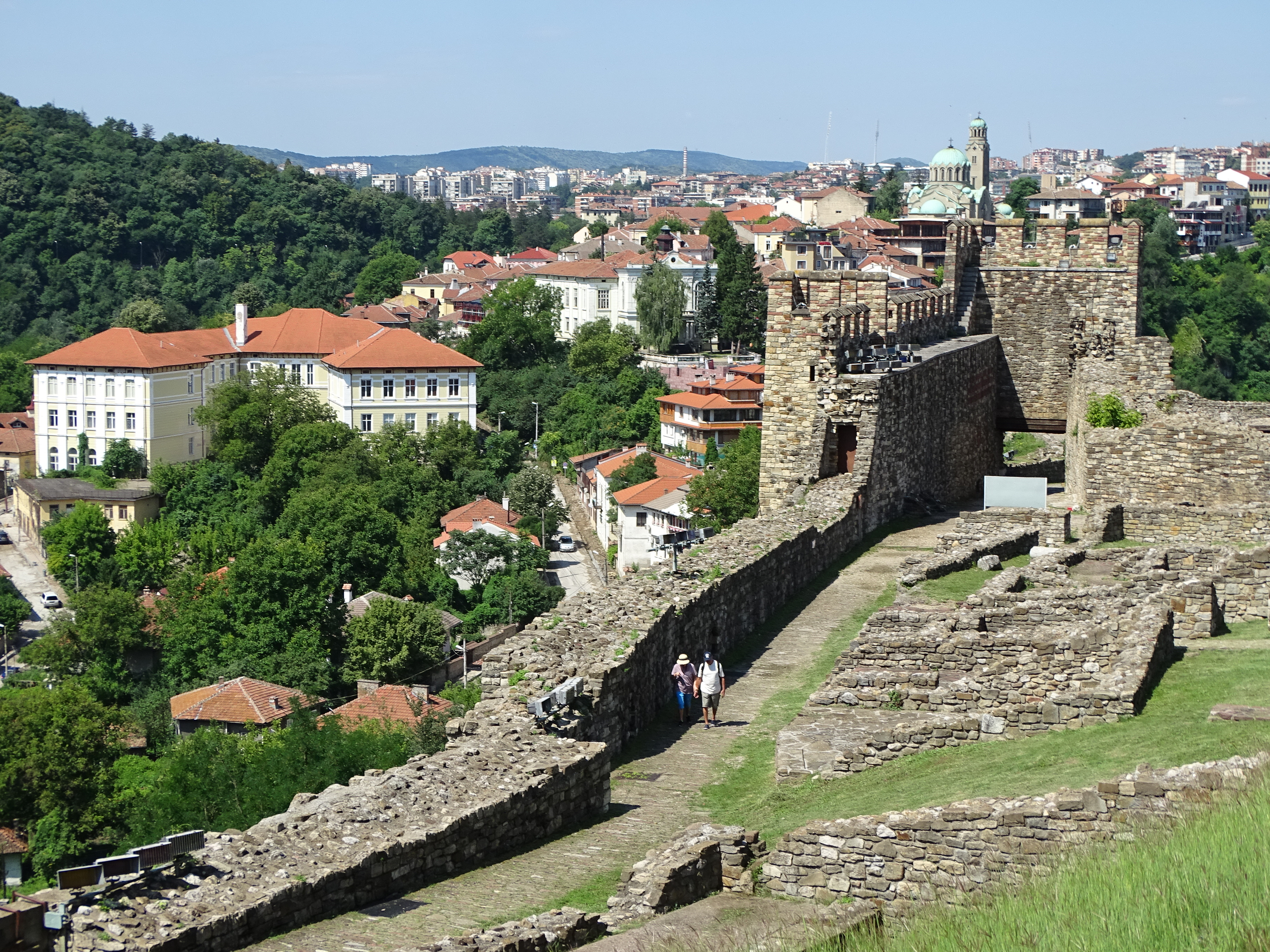
Sezione difensiva del complesso di Tărnovo, capitale del Secondo Impero bulgaro. La città fu verosimilmente presa d'assalto tra il 1217 e il 1218 da Ivan Asen II quando si convinse a esautorare Boril e ottenere così il trono

Il dominio di Boril si resse sempre su basi fragili. I suoi stessi parenti, Strez e Alessio Slavo, si rifiutarono di obbedirgli ed egli dovette affrontare frequenti rivolte. Ivan Asen rimase nella Rus' «per un tempo considerevole», stando ad Acropolita, prima di radunare intorno a sé «un certo seguito di rus'» e tornare in Bulgaria. Secondo Madgearu, Ivan Asen poté reclutare soldati molto probabilmente perché gli avversari di Boril gli avevano inviato del denaro. Lo storico István Vásáry ha associato il «seguito rus'» di Ivan Asen alla tribù seminomadi dei brodnici, la cui origine risulta sconosciuta. Sconfisse Boril e si impadronì di "non poca terra" (che Madgearu associa provvisoriamente alla Dobrugia).
Curta e Fine hanno ipotizzato che Ivan Asen tornò in Bulgaria dopo che l'alleato di Boril, Andrea II d'Ungheria, era partito per la quinta crociata nel 1217. Boril si ritirò a Tărnovo dopo la sconfitta, ma Ivan Asen cinse d'assedio la capitale. Giorgio Acropolita sostiene che l'assedio durò sette anni, ma gli storici moderni, salvo qualche eccezione hanno sostenuto che l'autore medievale abbia confuso i mesi con gli anni. Secondo una ricostruzione storiografica minoritaria, i tre capi cumani surclassati nei pressi di Vidin intorno al 1210 dal comandante militare di Andrea II, Gioacchino Türje, conte di Hermannstadt, erano stati assoldati da Ivan Asen, in quanto questi voleva impedire a Gioacchino di appoggiare Boril contro i ribelli che si erano impadroniti della città. Vásáry ha ritenuto questa teoria «inverosimile» e non suffragata da prove concrete. Comunque sia, gli abitanti di Tărnovo si arresero a Ivan Asen dopo il lungo assedio. Quest'ultimo catturò e accecò Boril e «ottenne il controllo su ogni terra in mano ai bulgari», come sostiene Giorgio Acropolita.

### Regno

#### Consolidamento

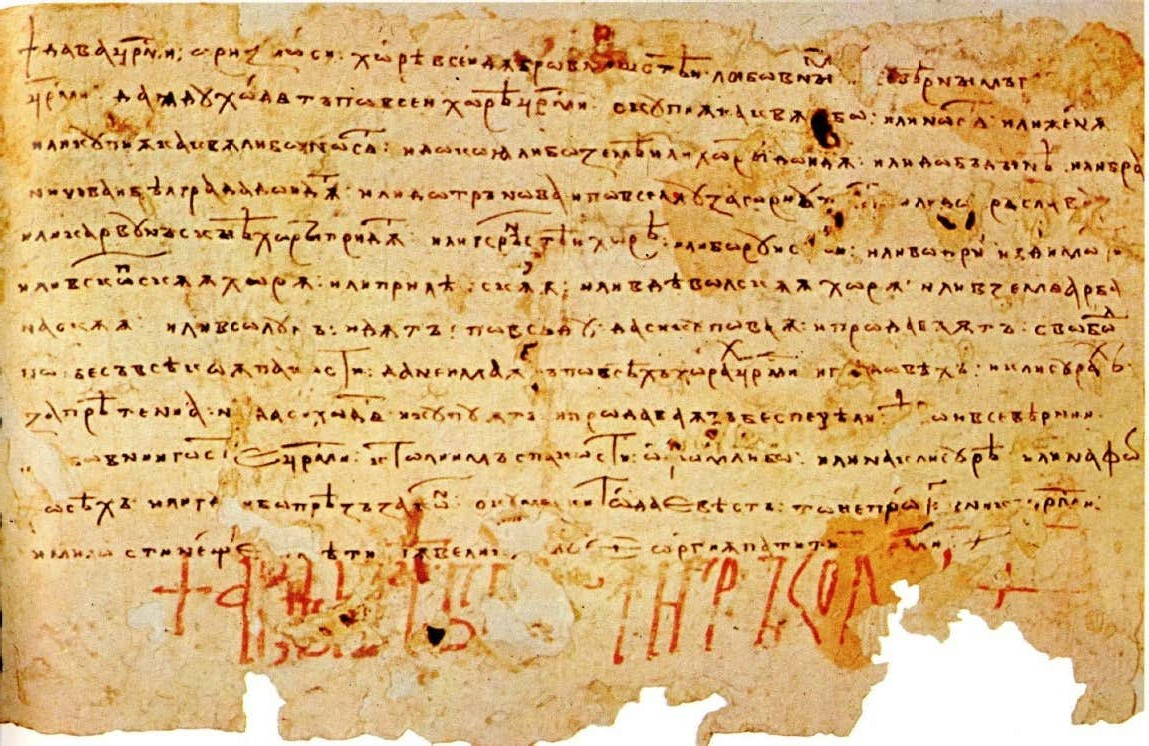
Orismos (decreto imperiale) emesso da Ivan Asen II e relativo alla città di Ragusa, nella moderna Croazia

Il primo decennio al potere di Ivan Asen risulta scarsamente documentato. Andrea II d'Ungheria raggiunse la Bulgaria durante il suo ritorno dalla quinta crociata alla fine del 1218. Ivan Asen non permise al re di attraversare la Bulgaria fino a quando Andrea non promise di concedergli in sposa sua figlia, Maria. La dote di Maria comprendeva la regione di Belgrado e Braničevo, il cui possesso era stato conteso dai sovrani ungheresi e bulgari per decenni.
Quando Roberto di Courtenay, il neoeletto imperatore latino, stava marciando dalla Francia verso Costantinopoli nel 1221, Ivan Asen lo accompagnò attraverso la Bulgaria. Inoltre riforniva il seguito dell'imperatore di vettovaglie e foraggio. Le relazioni tra la Bulgaria e l'Impero latino rimasero pacifiche durante il regno di Roberto. Ivan Asen strinse una pace anche con il despota dell'Epiro, Teodoro Comneno Ducas, uno dei principali nemici dell'Impero latino. Il fratello di Teodoro, Manuele Ducas, sposò la figlia illegittima di Ivan Asen, Maria, nel 1225. Teodoro, che si considerava il legittimo successore degli imperatori bizantini, fu incoronato imperatore intorno al 1226.
All'imperatore latino Roberto succedette il fratello undicenne, Baldovino II, nel gennaio del 1228. Ivan Asen propose di far sposare sua figlia, Elena, con il giovane imperatore, in quanto desiderava rivendicare per sé la reggenza. Egli promise inoltre di mettere a disposizione le sue truppe ai latini per riconquistare i territori che avevano perso contro Teodoro Comneno Ducas. Sebbene i nobili latini non volessero accettare la sua offerta, essi avviarono comunque delle trattative nel tentativo di evitare un conflitto militare con lui. Contemporaneamente, offrirono la reggenza al precedente re di Gerusalemme, Giovanni di Brienne, il quale accettò di lasciare l'Italia alla volta di Costantinopoli, ma mantennero questo accordo segreto per anni. Solo gli autori veneziani che compilarono le loro cronache decenni dopo gli eventi (ovvero Marin Sanudo il Vecchio, Andrea Dandolo e Lorenzo de Monacis) riferiscono dell'offerta di Ivan Asen ai latini, ma l'affidabilità del loro resoconto è ampiamente accettata dagli storici moderni.
Le relazioni tra Bulgaria e Ungheria si deteriorarono alla fine del 1220. Poco tempo dopo che i mongoli inflissero una grave sconfitta agli eserciti congiunti composti dai principi della Rus' e dei capi cumani nella battaglia del fiume Kalka del 1223, un capo di una tribù cumana occidentale, Boricio, si convertì al cattolicesimo in presenza dell'erede e co-reggente di Andrea II, Béla IV. Papa Gregorio IX affermò in una lettera che coloro che avevano attaccato i cumani convertiti erano anche nemici della Chiesa cattolica romana, forse un riferimento a un precedente attacco di Ivan Asen, secondo Alexandru Madgearu. Le truppe magiare potrebbero aver tentato di espugnare Vidin già nel 1228, ma la datazione dell'assedio è incerta, poiché forse tale evento avvenne soltanto nel 1232.

### Espansione

Il Secondo Impero bulgaro durante il dominio di Ivan Asen II intorno al 1230

Teodoro Comneno Ducas invase a sorpresa la Bulgaria lungo il fiume Maritsa all'inizio del 1230. Gli eserciti dell'Epiro e della Bulgaria si scontrarono nella battaglia di Klokotnitsa nel mese di marzo o di aprile. Ivan Asen comandò personalmente le truppe di riserva, tra cui 1 000 arcieri a cavallo cumani. Il sovrano brandì in mano alzandolo al cielo una copia del trattato di pace con Teodoro mentre marciava in battaglia, un chiaro riferimento al tradimento compiuto dai suoi avversari. Il loro attacco improvviso contro l'esercito dell'Epiro gli garantì la vittoria. I bulgari catturarono Teodoro e i suoi principali funzionari impadronendosi di molte ricchezze, ma Ivan Asen liberò la fanteria comune. Dopo che Teodoro tentò di ordire un complotto contro Ivan Asen, questi fece accecare l'imperatore catturato. Un rabbino spagnolo, Gioacobbe Arofo, fu informato che Ivan Asen ordinò per primo a due ebrei di accecare Teodoro, poiché sapeva che l'imperatore aveva perseguitato i semiti nel suo impero; tuttavia questi si rifiutarono, venendo per punizione gettati da una rupe.
La Bulgaria si affermò come la potenza dominante dell'Europa sud-orientale dopo la battaglia di Klokotnica. Le sue truppe penetrarono nelle terre di Teodoro e conquistarono decine di città nella regione dell'Epiro, spingendosi anche a Ocrida, Prilep e Serres in Macedonia, Adrianopoli, Demotika e Filippopoli in Tracia, e infine la Grande Valacchia in Tessaglia. La medesima sorte toccò a quanto amministrato da Alessio Slavo sui Monti Rodopi. Ivan Asen collocò delle guarnigioni bulgare nelle fortezze importanti e nominò i propri uomini per comandarle e per riscuotere le tasse, ma i funzionari locali continuarono ad amministrare altre località delle regioni conquistate. Egli rimpiazzò i vescovi greci con dei prelati bulgari in Macedonia. Riservò generose sovvenzioni ai monasteri di Monte Athos durante la sua visita lì nel 1230, ma non riuscì a convincere i monaci a riconoscere la giurisdizione del primate della Chiesa bulgara. Nel frattempo suo genero, Manuele Comneno Ducas, assunse il controllo del Despotato di Tessalonica. Le truppe bulgare eseguirono anche un'incursione di saccheggio contro la Serbia, in quanto Stefano Radoslav, re di Serbia, aveva appoggiato il suocero, Teodoro, contro la Bulgaria.
Le conquiste di Ivan Asen assicurarono ai bulgari il controllo della Via Egnatia (l'importante via commerciale tra Tessalonica e Durazzo). Lo zar fondò una zecca a Ocrida che iniziò a coniare delle monete auree. Le sue crescenti entrate gli permisero di realizzare un ambizioso programma di abbellimento di Tărnovo. La chiesa dei Santi Quaranta Martiri, con la sua facciata decorata con piastrelle di ceramica e affreschi, commemorava la sua vittoria a Klokotnica. Il palazzo imperiale sulla collina di Tsaravets fu ampliato. Vi è un'iscrizione commemorativa su una delle colonne della chiesa dei Santi Quaranta Martiri che riferisce delle conquiste compiute da Ivan Asen:
(Iscrizione di Ivan Asen II nella chiesa dei Quaranta Martiri a Veliki Tărnovo, fatta realizzare dopo la battaglia di Klokotnica)
Nel tentativo di rafforzare la sua autorità, Ivan Aden si auto-definì imperatore anche nella lettera di concessione al Monastero di Vatopedi a Monte Athos e nel diploma sui privilegi dei mercanti di Ragusa. Emulando gli imperatori bizantini, soleva sigillare i suoi documenti reali con delle bolle d'oro. Uno dei suoi sigilli lo ritraeva con le insegne imperiali, rivelando anche le sue ambizioni geopolitiche.

### Conflitti con le potenze cattoliche
La notizia dell'elezione di Giovanni di Brienne al ruolo di reggente dell'Impero latino indignò Ivan Asen, che inviò degli emissari al patriarca ecumenico Germanio II a Nicea per avviare negoziati sulla posizione della Chiesa bulgara. Papa Gregorio IX esortò Andrea II d'Ungheria a proclamare una crociata contro i nemici dell'Impero latino il 9 maggio 1231, molto probabilmente in virtù delle azioni ostili di Ivan Asen, secondo Madgearu. Béla IV d'Ungheria invase la Bulgaria e si impossessò di Belgrado e Braničevo alla fine del 1231 o nel 1232, ma i bulgari riconquistarono quanto perso già all'inizio del 1230. Gli ungheresi si impadronirono della fortezza bulgara di Severin (odierna Drobeta-Turnu Severin, in Romania) a nord del Basso Danubio e stabilirono una provincia di confine, nota come Banato di Szörény, per impedire ai bulgari di espandersi a settentrione.
I nobili serbi che incoraggiavano un'alleanza con la Bulgaria si rivoltarono contro Stefan Radoslav e lo costrinsero all'esilio nel 1233. Suo fratello e successore, Stefano Vladislav I, sposò la figlia di Ivan Asen, Beloslava. Ivan Asen destituì il primate uniata della Chiesa bulgara, Basilio I e proseguì i negoziati sul ritorno della Chiesa bulgara all'ortodossia. L'arcivescovo ortodosso di Ancira, Cristoforo, il quale visitò la Bulgaria all'inizio del 1233, esortò Ivan Asen a inviare un vescovo a Nicea per essere ordinato dal Patriarca ecumenico. Le trattative relative al matrimonio tra Teodoro II Lascaris, erede dell'imperatore di Nicea Giovanni III Vatatze, e la figlia di Ivan Asen, Elena, si conclusero nel 1234.
Sava, lo stimato arcivescovo della Chiesa ortodossa serba, morì a Tărnovo il 14 gennaio 1235. A giudizio di Madgearu, Sava era stato molto probabilmente profondamente coinvolto nei negoziati tra la Chiesa bulgara e il Patriarca ecumenico. Ivan Asen si incontrò con Vatatze a Lampsaco all'inizio del 1235 per raggiungere un compromesso e concludere a tutti gli effetti un'alleanza. All'incontro erano presenti anche il patriarca Germano II e il nuovo capo della Chiesa bulgara, Gioacchino I. Dopo che Gioacchino rinunciò alla sua pretesa di giurisdizione su Monte Athos e sugli arcivescovi di Tessalonica, Germano lo riconobbe come patriarca, riconoscendo così l'autocefalia della Chiesa bulgara. A Lampsaco fu inoltre celebrato il matrimonio di Elena e Teodoro Lascaris.
Ivan Asen e Vatatze si allearono contro l'Impero latino. Le truppe bulgare conquistarono i territori a ovest del fiume Marica, mentre l'esercito di Nicea si impadronì delle terre a est del corso d'acqua. Malgrado Costantinopoli fosse stata assediata, Giovanni di Brienne e la flotta veneziana li costrinsero a rinunciare al loro attacco prima della fine del 1235. All'inizio dell'anno successivo tornarono a colpire la stessa città, ma anche questo tentativo di concluse con un insuccesso.

### Gli ultimi anni
Ivan Asen si rese conto che Vatatze poteva trarre grosso vantaggio dalla caduta dell'Impero latino, circostanza che avrebbe reso maggiormente sfavorevole la condizione geopolitica della Bulgaria. Per questo motivo, il sovrano bulgaro convinse Vatatze a concedere a Elena, figlia di Ivan Asen, di fare ritorno in Bulgaria perché lui e la moglie «desideravano vederla» e «concederle un abbraccio paterno». Subito dopo dichiarò la nullità dell'alleanza con Nicea e inviò nuovamente delle missive a papa Gregorio IX, offrendosi di riconoscere il suo primato all'inizio del 1237. Il pontefice lo esortò a giungere a una pace con l'Impero latino, considerando che Elena era stata trattenuta in Bulgaria.
Una nuova invasione mongola dell'Europa costrinse migliaia di cumani a fuggire dalle steppe nell'estate del 1237. Ivan Asen, il quale non poté impedirgli di attraversare il Danubio in Bulgaria, permise loro di invadere la Macedonia e la Tracia. I cumani catturarono e saccheggiarono le fortezze più piccole e depredarono le campagne. I latini assoldarono delle truppe cumane e si allearono con Ivan Asen, che assediò la fortezza niceana di Tzirallon. Lo zar stava ancora aggredendo la fortezza quando gli giunse la notizia della morte simultanea della moglie, del figlio e del patriarca Gioacchino I. Interpretando questi segnali come segno dell'ira divina per aver rotto l'alleanza con Vatatze, Ivan Asen rinunciò all'assedio e rimandò la figlia Elena dal marito a Nicea alla fine del 1237.
Il vedovo Ivan Asen si innamorò di Irene, catturata insieme al padre Teodoro Comneno Ducas nel 1230. Giorgio Acropolita afferma che Ivan Asen amava la sua nuova moglie «in modo smisurato, non meno di quanto Antonio amasse Cleopatra». Il matrimonio portò alla liberazione di Teodoro, il quale fece ritorno a Tessalonica, scacciò il fratello Manuele e insediò il proprio figlio Giovanni come despota. Papa Gregorio IX accusò Ivan Asen di proteggere gli eretici e sollecitò Béla IV d'Ungheria a lanciare una crociata contro la Bulgaria all'inizio del 1238. La Santa Sede si dichiarò propensa all'ipotesi di conquista della Bulgaria da parte di Béla, ma il re magiaro non volle muovere guerra a Ivan Asen. Quest'ultimo concesse il libero passaggio all'imperatore latino Baldovino II e ai crociati che lo accompagnavano durante la marcia dalla Francia a Costantinopoli nel 1239, sebbene non avesse rotto l'alleanza con Vatatze. Delle nuove truppe crociate attraversarono la Bulgaria con il consenso di Ivan Asen all'inizio del 1240.
Ivan Asen inviò alcuni emissari in Ungheria prima del maggio 1240, molto probabilmente perché voleva stringere un'alleanza difensiva contro i mongoli. La minaccia latente rappresentata da questi formidabili guerrieri lambì anche il basso Danubio a seguito della conquista di Kiev, avvenuta il 6 dicembre 1240. L'espansione degli asiatici costrinse decine di principi e boiardi della Rus' privati dei loro possedimenti a fuggire in Bulgaria. Anche i cumani che si erano stabiliti in Ungheria fuggirono in Bulgaria dopo che il loro capo, Köten, fu assassinato nel marzo del 1241. Secondo una biografia dedicata al sultano mamelucco Baybars, che discendeva da una tribù cumana, anche questa tribù cercò asilo in Bulgaria dopo l'invasione mongola. La stessa fonte aggiunge che «'A.n.s.khan', il re della Valacchia», che gli studiosi moderni associano a Ivan Asen, permise ai cumani di insediarsi in una valle, ma presto li attaccò e li uccise o li ridusse in schiavitù. Madgearu ha sostenuto che Ivan Asen molto probabilmente attaccò i cumani perché voleva impedire loro di saccheggiare la Bulgaria, come già era successo talvolta in Ungheria.
La data di morte di Ivan Asen rimane sconosciuta. Secondo Vásáry, lo zar morì il 24 giugno 1241. Tuttavia, il contemporaneo Alberico delle Tre Fontane riferisce che il successore di Ivan Asen, Colomanno I Asen, firmò una tregua in occasione della celebrazione di San Giovanni Battista (24 giugno), dimostrando che Ivan Asen era già morto. Madgearu ha affermato che Ivan Asen morì molto probabilmente nel maggio o nel giugno del 1241.

## Discendenza
Ivan Asen si sposò tre volte. La sua prima moglie fu Anna, una donna che egli costrinse ad entrare in un monastero dopo essere stato promessa in sposa a Maria d'Ungheria; Anna morì poi prendendo i voti come suora Anisia. Lo storico Plamen Pavlov ha sostenuto che Anna-Anisia fosse in realtà la vedova di Kalojan. Anna-Anisia potrebbe essere stata una concubina anziché una moglie legittima, ma da lei ebbe le due figlie maggiori:
1. Maria (?), che sposò Manuele Comneno Ducas.[29]
2. Beloslava (?), che sposò Stefano Vladislav I di Serbia.[79]

Ivan Asen celebrò le nozze con Anna Maria d'Ungheria nel 1221. Il Libro di Boril e altre fonti primarie bulgare si riferiscono a lei come Anna, circostanza che lascia intendere come il suo nome sia cambiato dopo il suo arrivo in Bulgaria oppure a seguito della sua conversione all'ortodossia nel 1235. La nobildonna diede alla luce quattro figli:
- Elena Asen, che sposò Teodoro II Lascaris nel 1235.[83] L'altra figlia di Maria Anna,
- Tamara, che fu promessa al futuro imperatore bizantino Michele VIII Paleologo nel 1254.[84] Il figlio maggiore di Ivan Asen e Maria-Anna,
- Colomanno Asen, nacque nel 1234, motivo per cui era ancora minorenne quando succedette al padre.[75]
- Pietro (?) morì mentre Ivan Asen II assediava Tzirallon nell'estate del 1237.[62]

Sposando Irene Comnena Ducas, Ivan Asen II avrebbe infranto il diritto ecclesiastico, poiché la figlia avuta da un precedente matrimonio era sposata con lo zio di Irene, Manuele di Tessalonica. È possibile che la chiesa bulgara si oppose al matrimonio e che un patriarca (tale Spiridon o Vissarion) fu deposto o giustiziato dallo zar irato. Giorgio Acropolita riferisce due elenchi dei figli di Ivan Asen avuti dalla sua terza (o seconda) moglie, Irene Comneno Ducas. Irene diede alla luce:
- «Michele Asen, Teodora e Maria», secondo il primo elenco, mentre il secondo parla di «un figlio, Michele, e [...] delle figlie, Maria e Anna».[87] La discrepanza tra i due elenchi può essere spiegata in modo più plausibile attraverso l'associazione di Teodora con Anna, come ha ritenuto lo storico Ivan Božilov.[88] Michele succedette al fratellastro Colomanno nel 1246.[89]
- Si suppone che una delle due figlie sia stata concessa in sposa al sebastocratore Pietro, il quale viene menzionato come cognato di Michele II Asen nel 1253.[90] La moglie di Pietro è stata tradizionalmente associata ad Anna Teodora, ma potrebbe invece trattarsi di Maria, a giudizio dello storico Ian Mladjov.[84] Gli storici moderni hanno ipotizzato che Michael Šišman, Ivan Alessandro e i loro successori discendessero da Pietro e da sua moglie.[84]
- La seconda figlia di Ivan Asen avuta da Irene fu molto probabilmente la moglie del boiardo Mico.[91] Questi rivendicò il trono della Bulgaria dopo la morte di Michele II Asen nel 1256 o 1257.[92] Gli storici che hanno associato la moglie del sebastocratore Pietro ad Anna Teodora hanno sostenuto che Mico sposò Maria, ma Mladjov ha posto l'accento su quanto appai incerta questa identificazione, motivo per cui Mitso potrebbe aver celebrato le nozze con Anna Teodora.[91] Il ramo bizantino della dinastia Asen discendeva da Mico e da sua moglie.[84]

|                 | Ivan Asen I di Bulgaria | Ivan Asen I di Bulgaria | Ivan Asen I di Bulgaria  | Ivan Asen I di Bulgaria | Elena-Eugenia           | Elena-Eugenia         | Elena-Eugenia         | Elena-Eugenia         |       |
|                 |                         |                         |                          |                         |                         |                       |                       |                       |       |
|                 |                         |                         |                          |                         |                         |                       |                       |                       |       |
|                 |                         |                         | Ivan Asen II di Bulgaria |                         |                         |                       |                       |                       |       |
| 1.Anna (Anisia) | 1.Anna (Anisia)         | 1.Anna (Anisia)         | 2.Anna Maria d'Ungheria  | 2.Anna Maria d'Ungheria | 2.Anna Maria d'Ungheria | 3.Irene Comnena Ducas | 3.Irene Comnena Ducas | 3.Irene Comnena Ducas |       |
|                 |                         |                         |                          |                         |                         |                       |                       |                       |       |
|                 | 1                       | 1                       | 2                        | 2                       | 2                       | 2                     | 3                     | 3                     | 3     |
| Maria           | Maria                   | Elena                   | Elena                    | Colomanno Asen I        | Colomanno Asen I        | Michele Asen          | Michele Asen          | Maria                 | Maria |
|                 |                         |                         |                          |                         |                         |                       |                       |                       |       |
|                 | Beloslava               | Beloslava               | Tamara                   | Tamara                  | Pietro (?)              | Pietro (?)            | Anna Teodora          | Anna Teodora          |       |

## Rilevanza storica

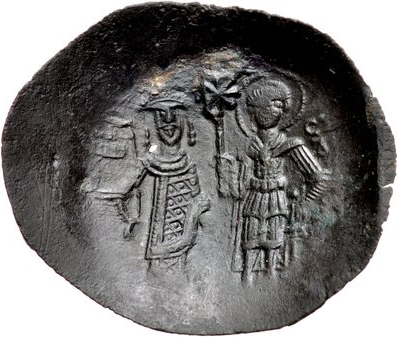
Moneta coniata durante l'epoca di Ivan Asen II

Giorgio Acropolita traccia un profilo di Ivan Asen ritenendolo «un uomo che si dimostrò eccellente tra i barbari non solo nei confronti del proprio popolo, ma anche degli stranieri». Lo storico Jean W. Sedlar lo ha descritto come «l'ultimo sovrano effettivamente potente della Bulgaria». Essendo un comandante militare di successo e un abile diplomatico, conquistò quasi tutte le terre che erano in precedenza appartenute al Primo Impero bulgaro durante il regno di Simeone I. Inoltre, disinnescò efficacemente la costante minaccia rappresentata dalla vicina Ungheria.
Il timore reverenziale suscitato da Ivan Asen funse da grande deterrente e impedì che i boiardi insorgessero contro di lui, allo stesso modo delle ricchezze ottenute durante le varie campagne militari di successo. Tuttavia, questi legami personali non potevano assicurare in modo permanente la supremazia dell'autorità reale. I boiardi locali rimasero gli effettivi governanti delle province, poiché controllavano la riscossione delle tasse e il reclutamento delle truppe. Il regno di Ivan Asen «si coincise in un momento di completo disastro», ovvero durante l'invasione mongola dell'Europa. I mongoli invasero la Bulgaria nel 1242 e costrinsero gli abitanti a pagare loro un tributo annuale. La minorità del successore di Ivan Asen diede luogo alla formazione di fazioni di boiardi e le potenze vicine conquistarono rapidamente le regioni periferiche.
Il sigillo di Ivan Asen II è raffigurato sul retro della banconota bulgara dal valore di due lev emessa nel 1999 e nel 2005.

### Fonti primarie
- Giorgio Acropolita, The History, traduzione di Ruth Macrides, Oxford University Press, 2007, ISBN 978-0-19-921067-1.

### Fonti secondarie
- (BG) Ĭordan Andreev, Ivan Lazarov e Plamen Pavlov, Кой кой е в средновековна България [Chi è Chi nella Bulgaria Medievale], Iztok Zapad, 2012, ISBN 978-619-152-012-1.
- (EN) R.J. Crampton, A concise History of Bulgaria, collana Cambridge Concise History, 2ª ed., Cambridge University Press, 2005, ISBN 978-0-521-85085-8.
- (EN) Florin Curta, Southeastern Europe in the Middle Ages, 500-1250, Cambridge, Cambridge University Press, 2006, ISBN 978-0-511-81563-8.
- (EN) John Van Antwerp Jr. Fine, The Late Medieval Balkans: A Critical Survey from the Late Twelfth Century to the Ottoman Conquest, The University of Michigan Press, 1994, ISBN 0-472-08260-4.
- (EN) Saška Georgieva, Bulgarian-Hungarian marital diplomacy during the first half of the thirteenth century, in Bulgaria Mediaevalis, vol. 6, n. 1, 2015,  pp. 339-355, ISSN 1314-2941 (WC · ACNP).
- (EN) Alexandru Madgearu, The Asanids: The Political and Military History of the Second Bulgarian Empire, 1185–1280, Brill, 2016, ISBN 978-9-004-32501-2.
- (EN) Ian S.R. Mladjov, The Children of Ivan Asen II and Eirene Komnene, in Bulgaria Mediaevalis, vol. 3, n. 1, 2012,  pp. 485-500, ISSN 1314-2941 (WC · ACNP).
- (EN) Jean W. Sedlar, East Central Europe in the Middle Ages, 1000-1500, University of Washington Press, 2013, ISBN 978-02-95-80064-6.
- (EL) Konstantinos Varzos, Η Γενεαλογία των Κομνηνών [Genealogia dei Comneni] (PDF), Vol. A, Salonicco, Centro per la ricerca bizantina, Università di Salonicco, 1984, OCLC 834784634. URL consultato il 17 luglio 2023 (archiviato dall'url originale il 30 gennaio 2021).
- (EN) István Vásáry, Cumans and Tatars: Oriental Military in the Pre-Ottoman Balkans, 1185–1365, Cambridge University Press, 2005, ISBN 978-11-39-44408-8.